# Ибриктепе
Ибриктепе (на турски: İbriktepe) е село в Източна Тракия, Турция, вилает Одрин. Намира се в околия Ипсала, на 10 km североизточно от град Ипсала. Населението му е 1252 жители (по приблизителна оценка от декември 2017 г.).

## История
В XIX век Ибриктепе е албанско село във Узункьоприйска кааза в Одринския вилает на Османската империя. Според „Етнография на вилаетите Адрианопол, Монастир и Салоника“, издадена в Константинопол в 1878 година и отразяваща статистиката на населението от 1873 година, Ибрик тепе (Ibrik tepe) има 180 домакинства и 760 жители албанци.

## Личности
Родени в Ибриктепе
- Фан Ноли (1882 – 1965), албанско-американски просветен и църковен деец и политик